# صموئيل ألفرد كرايغ
صموئيل ألفرد كرايغ (بالإنجليزية: Samuel Alfred Craig)‏ هو محامي وسياسي أمريكي، ولد في 19 نوفمبر 1839 في الولايات المتحدة، وتوفي في 17 مارس 1920. حزبياً، نشط في الحزب الجمهوري. وقد انتخب عضو مجلس النواب الأمريكي.